# Pasquarosa

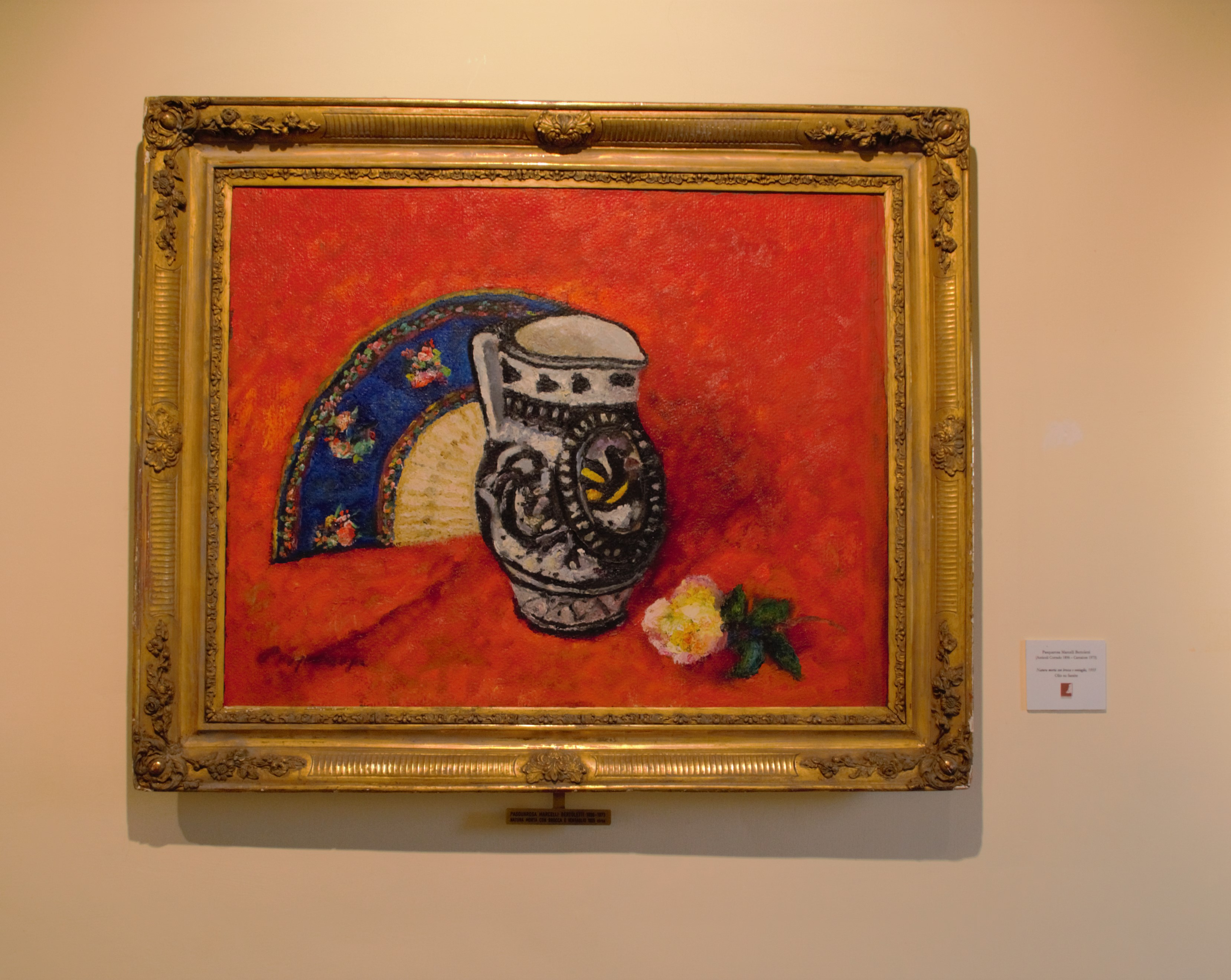
Pasquarosa, Natura morta

Pasquarosa, pseudonimo di Pasquarosa Marcelli (Anticoli Corrado, 9 novembre 1896 – Camaiore, 1973), è stata una pittrice e modella italiana.

## Biografia
Giovanissima, Pasquarosa Marcelli posò come modella per lo scultore Nicola D'Antino e per il pittore Felice Carena. Sposò il pittore romano Nino Bertoletti e con lui si trasferì a Villa Strohl-Fern, dove avevano lo studio molti artisti, come Francesco Trombadori, Carlo Socrate e Armando Spadini. In quel contesto divenne a sua volta pittrice. Esordì con cinque dipinti, nel 1915, alla Terza Esposizione Internazionale d'Arte della Secessione romana. Fu presente in Biennali d'Arte, a Roma. Presentò sue opere alla IX Quadriennale nazionale d'arte di Roma, del 1965-1966.
Nel 1929 tenne una personale a Londra, alla Harlington Gallery. Nel 1953 vinse il Premio Marzotto.
Alcuni suoi quadri si conservano alla Galleria nazionale d'arte moderna e contemporanea di Roma e alla Quadreria del Palazzo del Quirinale.